# Нкуба, Пьер
Пьер Нкуба (фр. Pierre Nkuba; ум. 24 января 2025 или 23 января 2025) — конголезский военный офицер и губернатор провинции Северное Киву с сентября 2023 года и до января 2025 года, когда погиб в бою с повстанцами «Движения 23 марта» во время их наступления.

## Биография
Родился в Южном Киву и принадлежал к этнической группе абаши. Многие годы отдал службе в вооружённых силах Демократической Республики Конго, руководил военными операциями на востоке государства.
24 июля 2020 года генерал-майор Жак Ндуру Итшалигоназа передал ему командование оперативным сектором Sokola I. В 2022 году был назначен командующим оперативным сектором Sokola II, курировал проведение военных операций по борьбе с повстанцами в Северном и Южном Киву. В этой должности возглавлял правительственные силы во время военных операций против возобновившегося восстания «Движения 23 марта». В апреле 2023 года его критиковали за то, что он предположительно отдавал приказы об отступлении, хотя и с оговорками, что два подчиненных полковника фактически покинули поле боя без его указаний.
В сентябре 2023 года военный губернатор Северного Киву Констант Ндима Конгба был уволен со свой должности из-за массовых убийств, совершенных его войсками. Его преемником был назначен Пьер Нкуба. В течение следующих месяцев он сплотил различные ополчения: в первую очередь «Демократические силы освобождения Руанды» и «Вазалендо» для оказания помощи ВС ДР Конго против «Движения 23 марта». Предположительно также тесно сотрудничал с бурундийскими военными, которые решили оказать помощь ДР Конго.
23 января 2025 года Пьер Нкуба посетил город Мубамбиро, чтобы успокоить местное население во время крупной военной операции «Движения 23 марта», которая была нацелена на близлежащую Гому. В это время поселение Саке считалось последней линией обороны перед Гомой. На следующий день Пьер Нкуба был застрелен примерно в 21:00 в Саке, рядом с линией фронта. Впоследствии его тело привезли в Киншасу, где личность была подтверждена. ВС ДР Конго сделали заявление, что его похороны пройдут на государственном уровне, и что ему посмертно присвоено звание генерал-лейтенанта. Еваристе Сомо был назначен новым военным губернатором Северного Киву 28 января 2025 года.

## Примечание
1. 1 2  https://www.trtafrika.com/africa/dr-congo-governor-killed-in-fighting-with-m23-rebels-18257653 (англ.) — 2025.
2. 1 2  https://www.aljazeera.com/news/2025/1/24/military-governor-drc-north-kivu-province-killed-m23-rebel-offensive (англ.) / aljazeera.com — 2025.
3. ↑  RDC: un nouveau gouverneur militaire intérimaire au Nord-Kivu (фр.). RFI (20 сентября 2023). Дата обращения: 31 марта 2025. Архивировано 30 января 2025 года.
4. ↑  Governor of Congo's North Kivu province dies of his wounds in fighting with rebels, authorities say. Associated Press (25 января 2025). Дата обращения: 31 марта 2025. Архивировано 30 января 2025 года.
5. 1 2  Bimwe kuri Gén-maj Peter Cirimwami Nkuba wagizwe guverineri wa Kivu ya Ruguru (неопр.). BBC (19 сентября 2023). Дата обращения: 27 января 2025. Архивировано 11 февраля 2025 года.
6. 1 2 3  Esther Muhozi. UN report highlights collaboration between FARDC, Burundian forces and FDLR. Igihe (25 января 2025). Дата обращения: 27 января 2025.
7. ↑  Beni : le général major Peter Cirimwami prend la tête des opérations Sokala1 Grand Nord. RadioOkapi (24 июля 2020). Дата обращения: 27 января 2025. Архивировано 18 марта 2025 года.
8. ↑  Procès des déserteurs de Bunagana: le général de brigade Peter Cirimwami comparait en tant que renseignant. RadioOkapi (4 апреля 2023). Дата обращения: 13 апреля 2023. Архивировано 13 апреля 2023 года.
9. 1 2 3  Patrick Ilunga. Congo army 'to hold state funeral' for Kivu governor killed by M23. The East African (25 января 2025). Дата обращения: 27 января 2025. Архивировано 20 апреля 2025 года.
10. ↑  George Asiimwe. M23 Rebels Assault Sake in Push Toward Goma. Chimp Reports (23 января 2025). Дата обращения: 31 января 2025. Архивировано 23 января 2025 года.
11. ↑  RDC: Décès confirmé du gouverneur militaire du Nord-Kivu Peter Cirimwami atteint par balle au front contre le M23 (фр.). Actualite.cd (24 января 2025). Дата обращения: 26 января 2025. Архивировано 14 февраля 2025 года.
12. ↑  Big Story: DRC Appoints Maj Gen Somo Kakule Evariste as Military Governor of North Kivu A. Chimp Reports (29 января 2025). Дата обращения: 31 января 2025. Архивировано 29 января 2025 года.